# Aethia
Aethia is een geslacht van vogels uit de familie alken (Alcidae). Het geslacht telt vier soorten.

## Soorten
- Aethia cristatella – Kuifalk
- Aethia psittacula – Papegaai-alk
- Aethia pusilla – Dwergalk
- Aethia pygmaea – Geoorde dwergalk